# Antivaleria aurata
Antivaleria aurata là một loài bướm đêm trong họ Noctuidae.